# Martin Straňovský
Martin Straňovský (12 de septiembre de 1985, Nové Zámky, Eslovaquia) es un jugador de balonmano eslovaco que desarrolla su juego en la posición de extremo izquierdo. Juega en el HK Košice y en la selección eslovaca, con la que disputó el Mundial de 2011. 
El 26 de mayo de 2011, fue confirmado que jugaría con el FC Barcelona, al finalizar la temporada 2011-2012, durante los tres próximos años.

## Equipos
- TJ Štart Nové Zámky (2001-2005)
- Ademar León (2005-2012)
- FC Barcelona (2012-2014)
- HC Erlangen (2014-2018)
- HT Tatran Prešov (2018-2020)
- SC Pick Szeged (2020-2021)
- HK Košice (2021- )

## Estadísticas

### Club
| Club                   | Liga                   | Temporada              | Liga        | Liga        | Liga        | Liga de Campeones | Liga de Campeones | Liga de Campeones | Total | Total | Total |
| Club                   | Liga                   | Temporada              | Part.       | Goles       | Media       | Part.             | Goles             | Media             | Part. | Goles | Media |
| ---------------------- | ---------------------- | ---------------------- | ----------- | ----------- | ----------- | ----------------- | ----------------- | ----------------- | ----- | ----- | ----- |
| Ademar León            | Liga ASOBAL            | 2010-11                | 28          | 161         | 5,75        | 6                 | 33                | 5,50              | 34    | 194   | 5,71  |
| Ademar León            | Liga ASOBAL            | 2011-12                | 28          | 144         | 5,14        | 14                | 80                | 5,71              | 42    | 224   | 5,33  |
| Total Ademar León      | Total Ademar León      | Total Ademar León      | 56          | 305         | 5,45        | 20                | 113               | 5,65              | 76    | 418   | 5,50  |
| FC Barcelona           | Liga ASOBAL            | 2012-13                | 22          | 74          | 3,36        | 16                | 27                | 1,69              | 38    | 101   | 2,66  |
| FC Barcelona           | Liga ASOBAL            | 2013-14                | 23          | 60          | 2,61        | 15                | 13                | 0,88              | 38    | 73    | 1,92  |
| Total FC Barcelona     | Total FC Barcelona     | Total FC Barcelona     | 45          | 134         | 2,98        | 31                | 40                | 1,29              | 76    | 174   | 2,29  |
| HC Erlangen            | Bundesliga             | 2014-15                | 36          | 130         | 3,78        | -                 | -                 | -                 | 36    | 130   | 3,78  |
| HC Erlangen            | 2. Bundesliga          | 2015-16                | 39          | 175         | 4,49        | -                 | -                 | -                 | 39    | 175   | 4,49  |
| HC Erlangen            | Bundesliga             | 2016-17                | 33          | 131         | 3,97        | -                 | -                 | -                 | 33    | 131   | 3,97  |
| HC Erlangen            | Bundesliga             | 2017-18                | 31          | 70          | 2,26        | -                 | -                 | -                 | 31    | 70    | 2,26  |
| Total HC Erlengen      | Total HC Erlengen      | Total HC Erlengen      | 139         | 506         | 3,64        | -                 | -                 | -                 | 139   | 506   | 3,64  |
| HT Tatran Prešov       | Extraliga              | 2018-19                | Desconocido | Desconocido | Desconocido | 10                | 23                | 2,30              | 10    | 23    | 2,30  |
| HT Tatran Prešov       | Extraliga              | 2019-20                | Desconocido | Desconocido | Desconocido | 9                 | 27                | 3,00              | 9     | 27    | 3,00  |
| Total HT Tatran Prešov | Total HT Tatran Prešov | Total HT Tatran Prešov | Desconocido | Desconocido | Desconocido | 19                | 50                | 2,63              | 19    | 50    | 2,63  |
| Total en su carrera    | Total en su carrera    | Total en su carrera    | 240         | 945         | 3,94        | 70                | 203               | 2,90              | 310   | 1148  | 3,70  |

Actualizado a 12 de abril de 2020.

### Selección nacional
| Torneo              | Partidos | Ataque | Ataque | Ataque      | Ataque | Posición |
| Torneo              | Partidos | Goles  | Tiros  | Efectividad | Media  | Posición |
| ------------------- | -------- | ------ | ------ | ----------- | ------ | -------- |
| Mundial 2009        | 9        | 34     | 51     | 67%         | 3,78   | 10º      |
| Mundial 2011        | 7        | 37     | 49     | 75%         | 5,29   | 17º      |
| Total en su carrera | 16       | 71     | 100    | 71%         | 4,44   |          |

Actualizado a 12 de abril de 2020.

## Palmarés

### Ademar León
- Copa ASOBAL (1): 2009

### FC Barcelona
- Liga ASOBAL (2): 2013 y 2014
- Supercopa de España (2): 2012 y 2013
- Copa ASOBAL (1): 2012 y 2013
- Supercopa de Cataluña (1): 2012
- Copa del Rey (1): 2014

### HC Erlangen
- 2. Handball-Bundesliga (1): 2016

### Tatran Presov
- Liga de Eslovaquia de balonmano (1): 2019

### Pick Szeged
- Liga húngara de balonmano (1): 2021

### Consideraciones individuales
- Mejor Extremo Izquierdo de la Liga ASOBAL (1): 2012
- Nominado a Mejor Extremo Izquierdo de la Liga ASOBAL (2): 2006 (2ª posición)